# J's Journey 滝沢秀明 南米縦断 4800km
『J's Journey 滝沢秀明 南米縦断 4800km』（ジェイズジャーニー たきざわひであき なんべいじゅうだん 4800キロ）は、日本テレビで2013年1月8日から3月26日まで放送されたジャニーズ事務所所属タレントによる旅番組「J'Jシリーズ」の第四弾。

## 概要
滝沢秀明が、チリのサンディアゴアルマス広場からペルーのリマまでの全長4800キロをジープラングラースポーツ3800ccを自ら運転し縦断する。

## 出演者
- 滝沢秀明（当時タッキー&翼）
- 今井翼（当時タッキー&翼）スタジオトークのみ

## ネット局
| 放送対象地域 | 放送局                | 系列           | 放送期間                | 放送日時                     | 備考      |
| ------------ | --------------------- | -------------- | ----------------------- | ---------------------------- | --------- |
| 関東広域圏   | 日本テレビ（NTV）     | 日本テレビ系列 | 2013年1月8日 - 3月26日  | 火曜（月曜深夜） 1:29 - 1:59 | 制作局    |
| 福岡県       | 福岡放送（FBS）       | 日本テレビ系列 | 2013年2月5日 - 4月23日  | 火曜（月曜深夜） 1:59 - 2:29 |           |
| 宮城県       | ミヤギテレビ（MMT）   | 日本テレビ系列 | 2013年2月10日 - 4月28日 | 日曜 10:55 - 11:25           |           |
| 山梨県       | 山梨放送（YBS）       | 日本テレビ系列 | 2013年2月21日 - 3月28日 | 木曜（水曜深夜） 0:53 - 1:53 | 2回分放送 |
| 長崎県       | 長崎国際テレビ（NIB） | 日本テレビ系列 | 2013年4月3日 - 6月19日  | 水曜（火曜深夜） 1:28 - 1:58 |           |
| 長野県       | テレビ信州（TSB）     | 日本テレビ系列 | 2013年4月5日 - 6月21日  | 金曜 15:55 - 16:25           |           |

## スタッフ
- ナレーター：DJ.ナイク
- 構成：堀江利幸、宮下勇二
- ブレーン：守屋健太郎
- ロケカメラ：久保田雅文、花岡隆太
- ロケ音声：小村一俊、吉川和浩
- コーディネーション：オリソンテ
- 編集・MA：スタジオヴェルト
- 音効：今野直秀、鈴木信行
- スチール：平岡純
- 技術協力：日放
- 協力：ワーナーミュージック・ジャパン、Bruno Mars、成田国際空港株式会社、AmericanAirlines、地球の歩き方、JTBパブリッシング、チリ大使館、ラテンアメリカ協会、AGAVE
- AD：大橋勇気
- リサーチ：酒井俊典
- デスク：森田真由美
- TK：田中彩
- コンテンツプロデューサー：飯泉亜希子、行実良
- 編成：伊藤加寿子
- AP：鯉江舞
- 広報：柳沢典子、友定紘子
- ディレクター：平野真一、前田佑功、磯崎泰久
- 演出：石村修司、吉原利一
- 編成企画：植野浩之
- プロデューサー：佐藤英
- チーフプロデューサー：鈴江秀樹
- 協力：ジャニーズ事務所
- 制作協力：読売映像
- 企画制作：日本テレビ
- 製作著作：J'J南米縦断製作委員会

## DVD、Blu-ray
- 滝沢秀明 南米縦断 4800Km DVDBOX&Blu-rayBOX(バップ、2013年6月12日)